# Makeba Alcide
Makeba Alcide (née le 24 février 1990 à Castries) est une athlète de Sainte-Lucie, spécialiste du saut en hauteur et de l'heptathlon.

## Carrière
En juin 2013, à Eugene, elle bat le record national de l'heptathlon en 6 050 points ce qui lui permet de se qualifier pour les Championnats du monde à Moscou.
Le 19 mars 2016, Makeba Alcide se classe 9e lors des championnats du monde en salle de Portland avec 4 368 points.

## Palmarès
| Date | Compétition                    | Lieu     | Résultat | Épreuve    | Marque    |
| ---- | ------------------------------ | -------- | -------- | ---------- | --------- |
| 2016 | Championnats du monde en salle | Portland | 8e       | Pentathlon | 4 368 pts |